# Хипомимија
Хипомимија је знатно умањење и осиромашење мимике које даје укочен и неприродан израз лица. У екстремном виду среће се код кататоне схизофреније, где је лице болесника „камено”, укочено.